# Ejiao

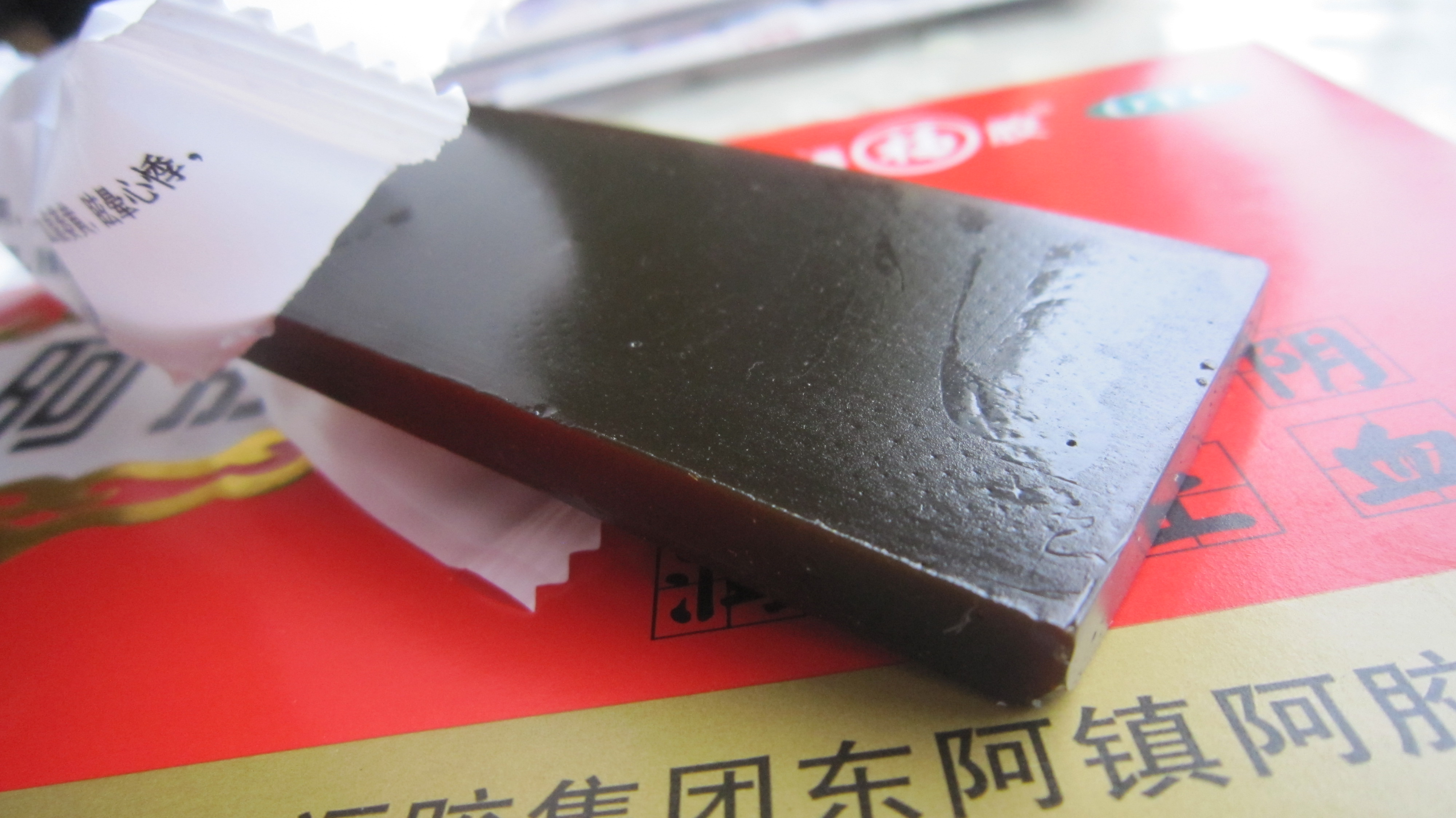
Tableta de ejiao.

Ejiao (Chino simplificado:阿胶; Chino Tradicional:阿膠; pinyin: ē jiāo) (pronunciado Eyiao) es una gelatina hecha con piel de burro (Equus asinus). Se usa en la medicina china tradicional, y según ella, trata una variedad de condiciones como sangrado, mareos, insomnio y tos seca.

## Manufactura
Según Dominique Parrenin, el producto se preparaba tradicionalmente durante el final del otoño y el invierno (desde después de la cosecha y hasta principios de marzo). Se suponía que estaba hecho con la piel de un burro negro bien nutrido recién sacrificado.
Se realiza en diferentes calidades. El de más calidad era el que consumía la corte del emperador. Por 1723, había un pozo en Dong'e que normalmente se mantenía cerrado y sellado, y que solo se abría cuando se tomaba agua para preparar ejiao para la corte del emperador.
También se producían ejiao falsos. Mientras que el ejiao "real" no tiene un sabor ni un olor desagradables, el producto falso se podía distinguir por su olor y sabor desagradables, incluso cuando estaba hecho de pieles de cerdo (que, supuestamente, brindaban la mejor aproximación al producto real).
Para darle un sabor dulce, se le puede mezclar con concha de ostra en polvo o polen para formar bolas; y hasta añadirle azúcar.

## Polémica

### Robos de burros
El crecimiento económico de China subió la demanda de ejiao. A causa de eso, a mediados de la década de 2010, los precios de los burros en muchos lugares del mundo aumentaron considerablemente.
En noviembre de 2019, The Donkey Sanctuary informó que se necesitaban 4,8 millones de pieles de burro para satisfacer la demanda mundial de ejiao, lo que resultó en una fuerte disminución de las poblaciones de burros en todo el mundo.
Según el Servicio de Investigación del Congreso de EE. UU. (CRS), entre 2,3 millones y 4,8 millones de burros son sacrificados anualmente para la producción de ejiao, lo que genera temores de que el comercio de pieles de burro, tanto legal como ilegal, amenace a las poblaciones de burros.
Por ejemplo, la población de burros en Botsuana disminuyó un 70 % entre 2011 y 2021.

#### Respuestas
La demanda de pieles de burro estuvo vinculada a la disminución de las poblaciones de burros en el noreste de Brasil, lo que llevó a la Corte Federal de Brasil a suspender la matanza de burros para exportar a China.
Uganda, Tanzania, Botsuana, Níger, Burkina Faso, Malí y Senegal han prohibido las exportaciones de burros a China.
Un representante en Estados Unidos, presentó un proyecto de ley, donde prohibiría la venta o el transporte a sabiendas de ejiao (o productos que contienen ejiao) en el comercio interestatal o extranjero citando la aniquilación de la población de burros y la disponibilidad de gelatinas a base de plantas. Este fue presentado al Comité de Comercio y Energía de la Cámara , fue remitido al Subcomité de Salud del comité .

## Usos tradicionales

### En medicina
En China el ejiao es una medicina tradicional utilizada para diferentes tipos de enfermedades. Se cree que la gelatina de piel de burro trata una variedad de condiciones como sangrado, mareos, insomnio y tos seca.
Se consume de la siguiente forma: Se extrae una cantidad entre los 5 a 10 gramos y se disuelve en agua caliente o vino y mezclarse con otros ingredientes. Y se toma.
Así como las chispitas o la sangrecita, el ejiao tiene hemoglobina, aunque en menor medida. Pero está presente en la suficiente cantidad para combatir la anemia y diferentes hematopatías.

### En música
El ejiao también se usa como pegamento. En especial, se le usa en la música tradicional china como pegamento para una membrana de papel (di mo) que vibra en la flauta transversa tradicional china (dizi).